# Chaetopteryx subradiata
Chaetopteryx subradiata är en nattsländeart som beskrevs av Klapalek 1907. Chaetopteryx subradiata ingår i släktet Chaetopteryx och familjen husmasknattsländor. Inga underarter finns listade i Catalogue of Life.